# Доисторическая Европа

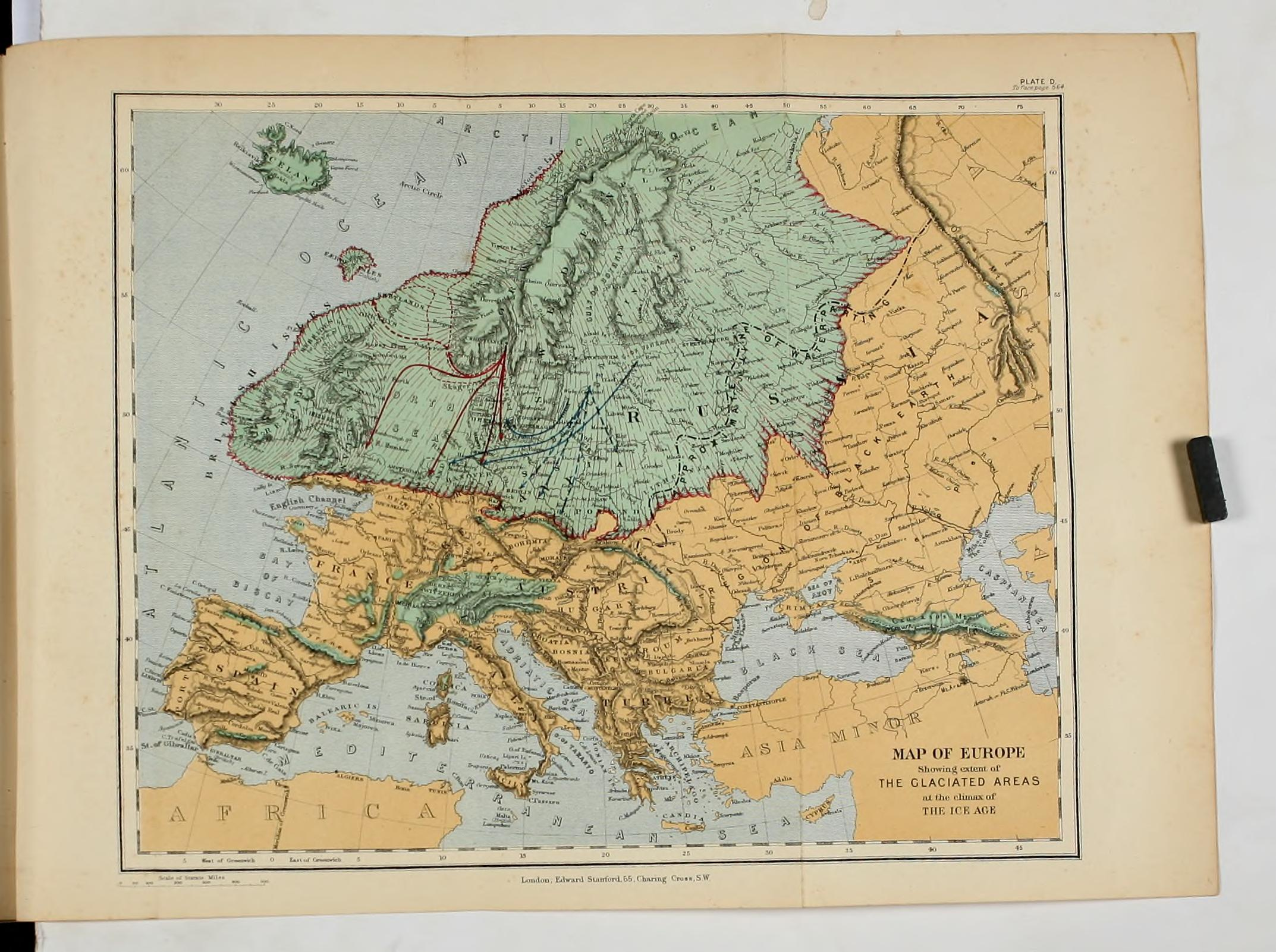

Доисторическая Европа — это обозначение периода человеческого присутствия в Европе до начала письменной истории, начиная с раннего палеолита. По мере развития истории возникают и усиливается значительное региональное неравенство в культурном развитии. Регион восточного Средиземноморья и Кавказ, из-за своего географического положения, находился под сильным влиянием и вдохновением классических цивилизаций Ближнего Востока, перенял и развил самые ранние системы общественной организации и письма. «История» Геродота (около 440 до н. э.) является самым старым известным европейским текстом, который стремился систематически записывать традиции, общественные процессы и события. Напротив, европейские регионы, наиболее удаленные от древних центров цивилизации, как правило, были самыми медленными в плане аккультурации. В частности, в Северной и Восточной Европе письменность и систематическая запись были введены только в контексте христианизации, после 1000 года нашей эры.

## Общее представление
Широко рассредоточенные изолированные находки отдельных окаменелостей, фрагментов костей (Атапуэрка, нижняя челюсть Мауэра), каменных артефактов или комплексов, указывают, что во время раннего палеолита, охватывающего от 3 миллионов до 300 000 лет назад, присутствие палео-человека было редким и обычно разделялось тысячами лет. Карстовая область в Атапуэркcих горах в Испании представляет собой в настоящее время раннее известное и надежно датированное место жительства для более чем одного поколения человека. Продолжительное присутствие было подтверждено для Человек-предшественник (или Homo erectus antecessor), Гейдельбергский человек и неандертальцев.
Homo neanderthalensis возник в Евразии между 350 000 и 600 000 лет назад как самый ранний европейский народ, оставивший после себя солидную традицию, набор поддающихся оценке исторических данных, богатую летопись окаменелостей в известняковых пещерах Европы и лоскутное одеяло населенных пунктов на больших территориях, включая мустьерские культурные комплексы. Современные люди прибыли в средиземноморскую Европу во время позднего палеолита, между 45 000 и 43 000 лет назад, и оба вида населяли общую среду обитания в течение нескольких тысяч лет. Исследования пока не дали общепринятого убедительного объяснения причин вымирания неандертальцев между 40 000 и 28 000 лет назад.
Впоследствии Homo sapiens продолжил заселение всего континента во время мезолита и продвинулся на север после отступления ледяных щитов последнего ледникового максимума, который наблюдался между 26 500 и 19 000 лет назад. В публикации 2015 года о древней европейской ДНК, собранной от Испании до России, сделан вывод о том, что первоначальное население охотников-собирателей ассимилировало волну «фермеров», прибывших с Ближнего Востока во время неолита около 8000 лет назад.
Стоянка эпохи мезолита, Лепенски Вир в современной Сербии — самое раннее задокументированное оседлое сообщество Европы с постоянными зданиями, а также монументальным искусством. Оно предшествует местам, ранее многими веками считавшимися старейшими из известных. Круглогодичный доступ общины к излишкам продовольствия до внедрения сельского хозяйства был основой для оседлого образа жизни. Однако самые ранние свидетельства о внедрении элементов сельского хозяйства можно найти в Старчево, общине с тесными культурными связями.
Беловоде и Плочник, также в Сербии, в настоящее время являются старейшими производствами по выплавке меди в Европе (около 7000 лет назад). Они связаны с культурой Винча, которая, наоборот не имеет никаких признаков инициирования или перехода к энеолиту или медному веку.
Процесс выплавки бронзы — это технология, происхождение и история которой спорны, а её географическое и культурное богатство является предметом дискуссий. Он появился в Европе около 3200 г. до н. э. в Эгейском море, а производство было сосредоточено на Кипре, который на протяжении многих веков был основным источником меди для Средиземноморья.
Появление металлургии, положившее начало беспрецедентному техническому прогрессу, также было связано с установлением социальной стратификации и разграничением между богатыми и бедными. Драгоценные металлы стали средством фундаментального контроля динамики культуры и общества.
Культура Европейского Железного века также берет свое начало на Востоке за счет поглощения технологических принципов, полученных от хеттов около 1200 г. до н. э., побывавших в том числе в Северной Европе в 500 г. до н. э.
Во время железного века Центральная, Западная и большая часть Восточной Европы постепенно вошли в исторический период. Морская колонизация Греции и завоевание земли римлянами распространили грамотность на обширных территориях, влияние чего заметно и по сей день. Традиция распространения грамотности продолжилась в изменённых формах и контекстах, и дошла до самых отдаленных регионов (Гренландия и древние пруссы, XIII век) через корпус христианских текстов, включая посвящение восточноевропейских славян и России в православную культурную сферу. Латинский и древнегреческий язык продолжали оставаться основным способом общения и выражения идей в гуманитарных науках по всей Европе до начала Нового времени.

## Ранняя предыстория

### Палеолит

#### Человеческое присутствие в нижнем и среднем палеолите
Климатические изменения палеолита обнаруживаются в плейстоценовом культурном слое, и заключается в циклах более теплых и холодных периодов, включая восемь основных циклов и множество более коротких фаз. Максимум заселения человека на севере колебался в зависимости от меняющихся условий, и для успешного заселения требовались постоянная способность к адаптации и решению проблем. Большая часть Скандинавии, Северо-Европейская равнина и Россия оставались закрытыми для заселения во время палеолита и мезолита.
Сопутствующие свидетельства, такие как каменные орудия труда, артефакты и поселения, более многочисленны, чем окаменелые останки самих обитателей гомининов. Простейшие орудия из гальки с несколькими отсеченными отщепами для создания кромки были найдены в Дманиси, Грузия, и в Испании в некоторых местах в бассейне Гуадикс-База и недалеко от Атапуэрки. В Олдувайской культуре инструменты, называемые Mode 1-type assemblages постепенно заменяется более сложными инструментами, которые включали ряд ручных и плоских инструментов Ашельской культуры, называемые Mode 2-type assemblages. Оба типа наборов инструментов приписываются Homo erectus, самому раннему и на протяжении долгого времени единственному человеку в Европе и, скорее всего, обитавшего в южной части континента. Однако летопись окаменелостей ашельских островов также связана с появлением Homo heidelbergensis (гейдельбергский человек), особенно с его каменными инструментами и топорами. Присутствие Homo heidelbergensis задокументировано с 600 000 до н. э. во многих местах в Германии, Великобритании и северной Франции.
Хотя палеоантропологи в целом согласны с тем, что Homo erectus и Homo heidelbergensis иммигрировали в Европу, остаются споры о путях миграции и их хронологии.
Тот факт, что Homo neanderthalensis встречается только в прилегающем к Евразии ареале, и общее признание гипотезы «Из Африки» предполагают, что этот вид развился локально. Опять же, по этому поводу преобладает консенсус, но широко обсуждаются модели происхождения и эволюции. Летопись окаменелостей неандертальцев простирается от Западной Европы до Алтайских гор в Центральной Азии и от Уральских гор на севере до Леванта на юге. В отличие от своих предшественников, они были биологически и культурно адаптированы к выживанию в холодных условиях и успешно расширили свой ареал до ледниковых сред Центральной Европы и российских равнин. Большое количество, а в некоторых случаях исключительное состояние сохранности окаменелостей и культурных комплексов неандертальцев позволяет исследователям предоставлять подробные и точные данные об их поведении и культуре. Неандертальцы связаны с мустьерской культурой, каменными орудиями, которые впервые появились примерно 160 000 лет назад.

#### Верхний палеолит
Homo sapiens прибыл в Европу около 45000 и 43000 лет назад через Левант и проник на континент через Дунайский коридор, как предполагают окаменелости в Пештера-ку-Оасе. Нахождение фрагмента черепа в Израиле в 2008 году подтверждает мнение о скрещивании людей с неандертальцами в Леванте.
После медленных процессов в предыдущих сотнях тысяч лет бурный период сосуществования неандертальцев и Homo sapiens продемонстрировал, что культурная эволюция заменила биологическую эволюцию в качестве основной силы адаптации и изменений в человеческих обществах.
Обычно небольшие и широко разбросанные окаменелости предполагают, что неандертальцы жили в менее многочисленных и более социально изолированных группах, чем Homo sapiens. Их инструменты и луваллуасские остроконечники удивительно сложны, но их низкая скорость развития, и общая технологическая инерция заметны на протяжении всего периода ископаемых. Артефакты носят утилитарный характер, а символические поведенческие черты не задокументированы до появления современных людей. Ориньякская культура, созданная современным человеком характеризуется использованием костей или рогов, тонких кремнёвых лезвий и нуклеусов, а не сырых отщепов. Самые старые образцы и впоследствии широко распространенные традиции доисторического искусства происходят из ориньякского периода.
После более чем 100 000 лет однородности, около 45 000 лет назад, летопись окаменелостей неандертальцев резко изменилась. Мустьерская культура быстро стала наиболее гибкой и преобразилась в шательперонскую культуру, что означает распространение ориньякских элементов в культуру неандертальцев. Несмотря на споры, этот факт доказал, что неандертальцы в некоторой степени переняли культуру современного Homo sapiens. Однако летопись окаменелостей неандертальцев полностью исчезла после 40 000 лет до нашей эры. Были ли неандертальцы также успешны в распространении своего генетического наследия среди будущей популяции Европы или они просто вымерли, и если вымерли, то нельзя однозначно ответить на вопрос, что вызвало вымирание.
Около 32000 лет назад в Крымских горах появилась граветтская культура. К 24000 г. до н. э. солютрейская и граветтская культуры начали присутствовать в Юго-Западной Европе. Теоретически граветтская технология и культура пришли с миграциями людей с Ближнего Востока, Анатолии и Балкан, и могли быть связаны с переходными культурами, упомянутыми ранее, поскольку их методы имеют некоторое сходство и очень отличаются от ориньякских. Граветтская культура также появлялась на Кавказе и в Загросе. Но вскоре исчезла из юго-западной Европы, за зисключением средиземноморского побережья Иберии.
Солютрейская культура, распространившаяся от северной Испании до юго-восточной Франции, включает не только красивые каменные орудия, но и первое значительное развитие наскальной живописи, а также использование иглы и, возможно, лука и стрел. Не менее развита, по крайней мере, в художественном отношении, более распространённая граветткая культура: скульптура (в основном венеры) — наиболее выдающаяся форма творческого выражения народов граветтской культуры.
Около 19000 г. до н. э. в Европе появляется новая культура, известная как мадленская, которая, возможно, уходит корнями в старую ориньякскую, и вскоре вытесняет солютрейскую и граветтианскую культуру Центральной Европы. Однако в средиземноморской Иберии, Италии, на Балканах и в Турции эпиграветтская культура продолжала развиваться локально.
С мадленской культурой палеолитическое развитие в Европе достигает своего пика, и это отражается в искусстве через традиции живописи и скульптуры.
Около 12500 г. до н. э. закончился Вюрмский ледниковый период. Постепенно, на протяжении следующих тысячелетий, температура и уровень моря повышались, изменяя среду обитания доисторических людей. Ирландия и Великобритания стали островами, а Скандинавия отделилась от основной части Европейского полуострова. (Все они когда-то были связаны ныне затопленной областью континентального шельфа, известной как Доггерленд) Тем не менее, мадленская культура существовала до 10 000 лет до н. э., когда она быстро превратилась в две микролитические культуры: азильская в Испании и на юге Франции, и совтерская, в северной Франции и Центральной Европе. Несмотря на некоторые различия, обе культуры имели несколько общих черт: создание очень маленьких каменных орудий, называемых микролитами, и дефицит изобразительного искусства, которое, кажется, почти полностью исчезло и было заменено абстрактным украшением инструментов.
В конце эпипалеолитического периода, совтерская культура превратилась в так называемую тарденуазскую культуру и сильно повлияла на своего южного соседа, явно вытеснив его в средиземноморской Испании и Португалии. Отступление ледников впервые позволило человеку колонизировать Северную Европу. Маглемозская культура, произошедшая из совтерской и тарденуазской, колонизировала Данию и близлежащие районы, в том числе некоторые части Великобритании.

#### Мезолит
Мезолит — переходный период в развитии человеческих технологий между палеолитом и неолитом. Балканский мезолит начался около 15 000 лет назад. В Западной Европе ранний мезолит, или азильская культура, начался около 14 000 лет назад во франко-кантабрийском регионе на севере Испании и на юге Франции. В других частях Европы мезолит начался 11 500 лет назад (начало голоцена) и закончился появлением земледелия, которое, в зависимости от региона, произошло от 8 500 до 5 500 лет назад.
В районах с ограниченным воздействием ледников термин «эпипалеолит» иногда используется для обозначения этого периода. В регионах, которые испытали более сильное воздействие на окружающую среду после окончания последнего ледникового периода, была гораздо более очевидная эпоха мезолита, которая длилась тысячелетия. В Северной Европе общества могли хорошо жить за счет богатых запасов пищи из болот, созданных более теплым климатом. Такие условия породили отличительные черты присутствия человека, которые сохранились в материальных культурах, таких как маглемозийская и азилийская культуры. Эти условия отложили наступление неолита до 5 500 лет назад в Северной Европе.
По мере того, как то, что Вере Гордон Чайлд назвал «неолитическим комплексом» (включая сельское хозяйство, скотоводство, полированные каменные топоры, длинные деревянные дома и глиняную посуду) распространилось в Европе, мезолитический образ жизни стал маргинальным и в конечном итоге исчез. «Керамический мезолит» можно выделить между 7200 и 5850 годами назад и простирался он от Южной до Северной Европы.